# Stereophyllum andungense
Stereophyllum andungense är en bladmossart som beskrevs av Gepp in Hiern 1901. Stereophyllum andungense ingår i släktet Stereophyllum och familjen Stereophyllaceae. Inga underarter finns listade i Catalogue of Life.